# Cynosarga ornata
Cynosarga ornata är en fjärilsart som beskrevs av Walker 1865. Cynosarga ornata ingår i släktet Cynosarga och familjen tandspinnare. Inga underarter finns listade i Catalogue of Life.